# 小野村林蔵

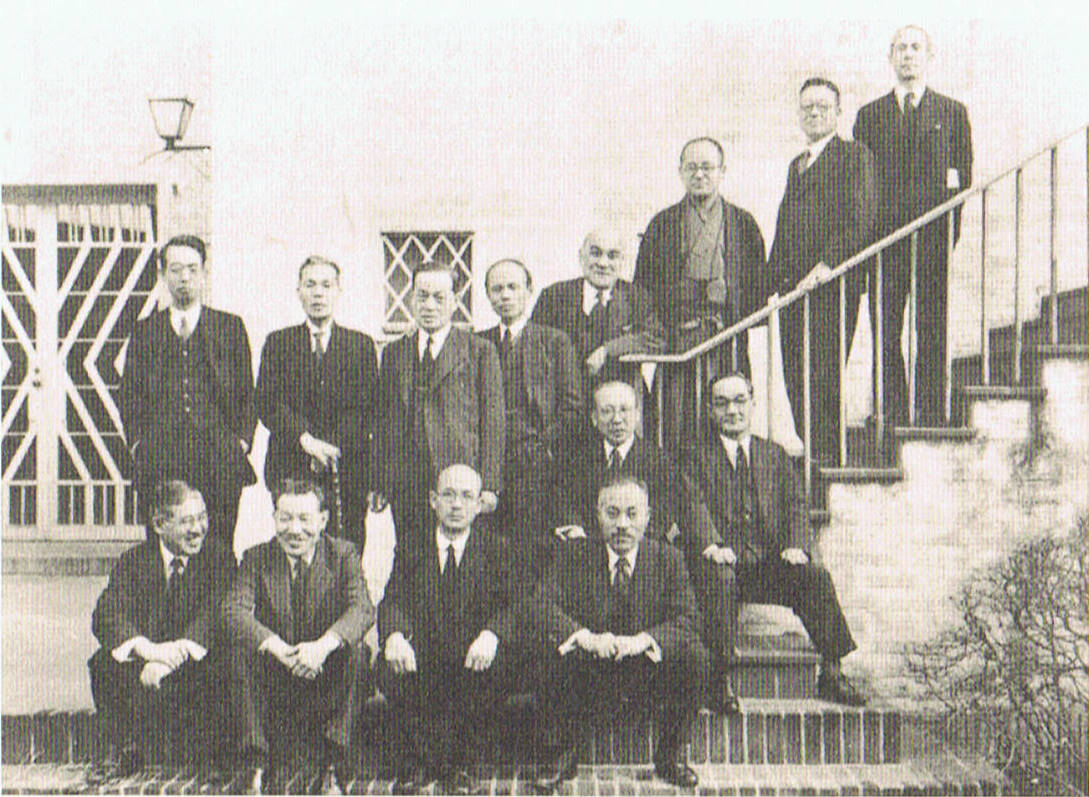
日本基督教団合同前の日本基督教会代表の準備委員 後列左より，熊野義孝，三吉務，富田満，小野村林蔵，佐波亘，浅野順一，飯島誠太，堀内友四郎、
前列左より，今村好太郎，村田四郎，金井為一郎，村岸清彦

小野村 林蔵（おのむら りんぞう、1883年〈明治16年〉1月22日 - 1961年〈昭和36年〉10月11日）は、日本の牧師、戦前は植村正久の弟子で日本基督教会の指導者。日本キリスト教会の創立者、指導者。
三浦綾子に洗礼を授けた牧師として知られ、三浦の作品に頻繁に登場する。

## 生涯

### 初期
金融、酒造業を営む小野村林兵衛の長男として大阪に生まれる。家業の復興のために証券相場師になるが、人生問題に悩み1903年日本基督教会大阪西教会で求道をはじめる。1905年（明治38年）に大阪西教会で馬場牧師に洗礼を受ける。
1906年（明治39年）、大阪伝道同志館神学校（大阪神学院）に入学し、1907年（明治40年）に転学して東京神学社で学び、校長の植村正久に薫陶を受ける。
1910年（明治43年）に東京神学社を卒業し、新潟県佐渡に伝道に行く。1911年（明治44年）渡辺ぜんと結婚。

### 日本基督教会牧師時代
1918年（大正7年）から、日本基督教会札幌北一条教会の牧師に就任する。また、北星女学校で理事と講師を務める。また、月刊誌『泉』を発行し、キリスト教の著述家としても活躍した。
1925年（大正14年)に政府の宗教政策を強く批判して、『神社に対する嫌疑』を出版する。
富士見町教会の分裂事件が起こると、高倉徳太郎牧師とその弟子たちに対して激怒し、植村の後を継いで高倉が校長を務める東京神学社の神学生は誰一人北海道に入れないと公言した。

### 日本基督教団時代
1941年に日本基督教団が作られると、教会統合問題、日本基督教団の部制機構問題、福音主義教派のあり方について論争を展開する。
北星女学校で、「この世が誰によってできたか」という質問すると、ある生徒が「天照大神がお造りになりました。」という答えた。これに対して、「天照大神は日本の御先祖の神さまですから、世界を造った神様とは違う出でしょう」と語った。この発言が札幌市国民学校長会議で問題視されたことが原因になって、1944年（昭和19年）4月、伊勢神宮への不敬と時局に対する流言飛語の疑いで検挙された。一審で懲役8ヶ月に実刑判決を受けたが、上告し滝川幸辰の弁護により控訴審で無罪になった。小野村牧師は、偶像崇拝に抵抗したものの、妥協してしまい、挫折したと捉えられている。
1946年4月～1947年12月、北星女学校11代校長。

### 日本基督教会再建

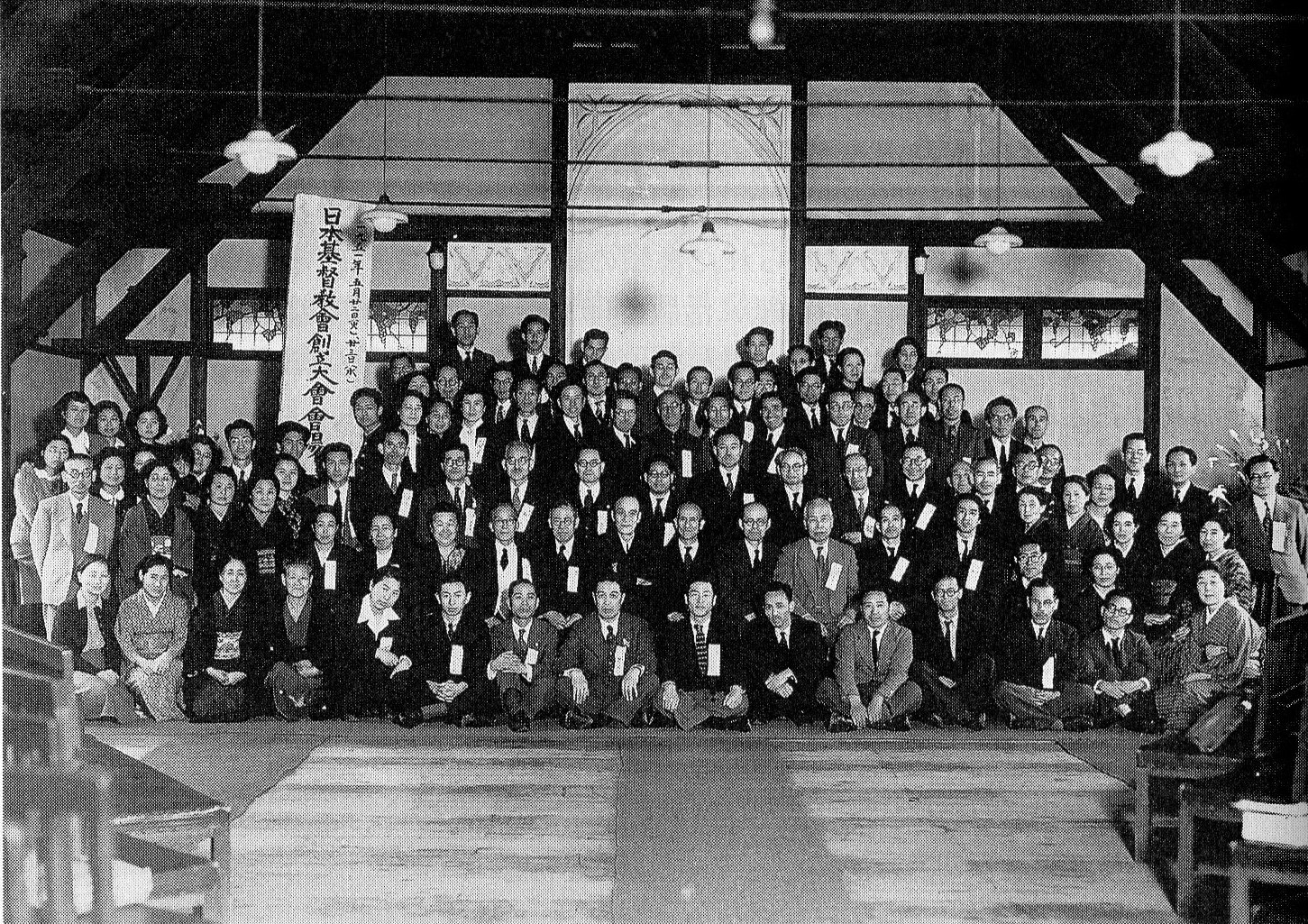
1951年5月23日東京都の大森教会で開催された、日本基督教会創立大会、大会では小野村が説教をした。

1949年（昭和24年）には平均礼拝出席者が464名になった。1951年5月に大会を開き、佐波亘、植村環、藤田治芽と共に日本基督教会を再建する。
1952年（昭和27年）7月5日三浦綾子に洗礼を授ける。1953年に札幌北一条教会を引退する。。

## 著作

### 単著
- 『聖アウガスチンは如何にして基督教信者となりし乎』警醒社書店、1914年12月。全国書誌番号:42012002。
- 『神を求むる人へ』新星社〈札幌パンフレット 1〉、1924年。 NCID BN1523116X。
- 『苦難の理解』新星社〈札幌パンフレット 2〉、1924年12月。 NCID BA45507530。
- 『神社に対する疑義』新星社〈札幌パンフレット 5〉、1925年12月。 NCID BB06234887。全国書誌番号:42012001。
- 『奇蹟の理解』新星社〈札幌パンフレット 6〉、1928年7月。 NCID BN11539378。全国書誌番号:44049089。
- 『土に芽ぐむ生命』長崎書店、1928年3月。 NCID BN15075676。全国書誌番号:47009211。
- 『神に憬動する心』長崎書店、1933年6月。 NCID BN15108549。全国書誌番号:46080664。
- 『キリスト教の骨子を語る』泉発行所〈キリスト教々程パンフレツト〉、1935年4月。 NCID BA65981192。全国書誌番号:44024908。
- 『歩道に立つ』長崎書店、1936年11月。 NCID BA41056189。全国書誌番号:46073374。
- 『人間の悲しみとキリスト教』白鳥社、1947年。全国書誌番号:46003862。
- 『キリスト教の骨子を語る』白鳥社、1948年1月。 NCID BA76001208。全国書誌番号:48003406。
- 『豊平物語』札幌キリスト教伝道文書刊行会、1963年12月。 NCID BA45498156。

### 共著
- 大塚甫、島村亀鶴、小野村林蔵、関屋綾子、茂義太郎『その人は慰められん 愛する者の死』日本基督教団出版部〈女性と生活シリーズ〉、1960年4月。 NCID BN15165553。全国書誌番号:60015099。
- 小野村林蔵、大塚甫、島村亀鶴、茂義太郎、関屋綾子、矢内原忠雄『その人は慰められん 愛する者の死』（新装版）日本基督教団出版局、1990年8月。 NCID BA34191694。全国書誌番号:96058605。

### 共訳
- アントニオ・フオガツアロ 著、小野村林蔵・吹田佳三 訳『聖者』警醒社書店、1912年12月。 NCID BA43659039。全国書誌番号:43014007。
- アントニオ・フオガツアロ 著、小野村林蔵・吹田佳三 訳『聖者』警醒社書店、1922年11月。 NCID BN15667314。全国書誌番号:43014008。

### 全集
- 『小野村林蔵全集』 第1巻、新教出版社、1979年3月。 NCID BN01651724。全国書誌番号:79015652。
- 『小野村林蔵全集』 第2巻、新教出版社、1979年7月。 NCID BN01651724。全国書誌番号:79028444。
- 『小野村林蔵全集』 第3巻、新教出版社、1979年12月。 NCID BN01651724。全国書誌番号:85041563。

## 伝記
- 『小野村林蔵-日本伝道二代目の苦難』山田滋　一麦出版社 ISBN 9784863250161